# Florian Wellbrock
Florian Wellbrock (ur. 19 sierpnia 1997 w Bremie) – niemiecki pływak specjalizujący się w stylu dowolnym, mistrz olimpijski, mistrz świata na dystansie 10 km, mistrz Europy na 1500 m i brązowy medalista na 800 m.
Uczestnik igrzysk w Rio de Janeiro.
W 2021 roku na igrzyskach olimpijskich w Tokio zdobył brązowy medal na dystansie 1500 m stylem dowolnym, uzyskawszy czas 14:40,91. Kilka dni później zwyciężył w wyścigu na 10 km na otwartym akwenie.